# フレンチ・ナイト
「フレンチ・ナイト（フランス語: Chacun fait (c'qui lui plaît)）は、フランスの2人組の音楽ユニット、シャグラン・ダムールのデビュー・シングルで、最大のヒット曲。この曲は、フランス語による最初のラップ曲とされており、発売された1981年には大ヒットとなり、後にはフランス語の歌のスタンダード曲となった。
日本語では「フレンチ・ナイト」ないし「フレンチナイト」として紹介されたが、原題は「誰もがやっている（彼を喜ばすことを）」といった意味である。

## 経緯
この曲の歌詞は、ほとんどが1970年代半ばにフィリップ・ブルゴワン (Philippe Bourgoin) が書いたものであり、1977年に作曲者のジェラール・プレギュルヴィックが、バラエティで自ら歌うために最初の編曲を行なった。しかし、その仕上がりは芳しいものではなく、3年後に第2の編曲が生み出されたが、フィリップ・ブルゴワンはこれにも納得がゆかなかった。その直後、「Ring! Ring! It's 7:00 A.M.!」という歌詞で始まるザ・クラッシュの曲「7人の偉人 (The Magnificent Seven)」から示唆を得て、曲の歌い出しの歌詞が「Cinq heures du mat' j'ai des frisson」になった。
ブルゴワンは、当時流行しはじめていたラップを歌に盛り込もうとした。彼は当初、自分でこの曲を吹き込もうと考えていたが、結局、グレゴリ・ケンが呼ばれることとなった。ブルゴワンの仲間のヴァリが呼ばれ、意見を求められた。結局、彼女は、フランス語は拙かったにもかかわらず、彼女のために書かれた歌詞を、主人公の歌い手に応答する形で録音した。こうして、2人組のシャグラン・ダムールが出来上がった。1981年秋にシングルがリリースされ、後にはデビュー・アルバムに収録された。

## 曲のスタイル

### 歌詞
この曲の歌詞は、パリの夜の世界を想起させる。内容は、ひとりの男が自分の落胆や、夜に感じる不安の種であるアルコール、酒場の女、売春、さらには曲の途中で挿入される警察の尋問などについて語るというものである。ひとりの売春婦が、客となった主人公に、何か別のことをしようと誘い、最初の歌詞が繰り返される直前のところで、彼女自身が抱えている問題を語る。
歌詞には、多数のほのめかしが盛り込まれており、パリの夜について言及しているばかりでなく、マリリン・モンローを暗示する「プラチナ・ブロンド」や、プレイテックスの有名なブラジャーのブランド「クール＝クロワゼ (Cœur-croisé)」への言及があり、オリヴィエ・ニュック (Olivier Nuc) によれば、ジャン＝ポール・サルトルへの言及もあるという（「ブローニュが絶望しているうちに (Pendant qu'Boulogne se désespère)」という歌詞は、哲学者サルトルがブローニュ＝ビヤンクールのルノー工場の労働者たちのもとを訪れたことへの言及であろうとニュックは述べている）。

### 音楽
この曲は、フランス語による最初のラップ曲とされている。

## 影響とカバー

### シングルのヒット
この曲は、発表後すぐさまヒットした。フランスの自由ラジオが発展を遂げつつあった当時の状況の中で、この曲はラジオでしばしば取り上げられ、NRJのように、1日のうちに同じ局で9回も放送されることさえあった。1982年の2月から4月にかけて、レコード会社は連日35000枚のシングルを出荷した。最終的な売上枚数は、300万枚ほどまで拡大した。
ヒットは、フランス国外にも及び、さらにフラン語圏の範囲も超えて、ドイツ語、フラマン語、イタリア語、スペイン語などでも歌われた。

### カバー
1982年には、レ・シャーロッツが、この曲のパロディとして「Chagrin d'labour」（「労働の悲しみ」の意）を制作した。ベルギーでは、ジャック・ジョサール (Jacques Jossart) が、当時の首相ウィルフリート・ マルテンスを皮肉ったパロディ「Je suis tout seul, tout seul, tout seul...」（「私はひとりぼっち、ひとりぼっち、ひとりぼっち...」の意）を作った。その後も様々な、よりシリアスなカバーが数多く作られ、この曲はクラシックとしての位置を獲得した。この曲をカバーしたアーティストたちの中には、1999年のレザンフォワレとしてのカレン・マルダー、マルク・ラヴォワーヌ、リシャール・ベリや、2000年のヤニック、2007年にヴァリやパトリック・ブシテーとともに日本語の歌詞で歌ったTomuya（トムヤ）がおり、さらにその後は、パトリック・ブリュエルが、2014年にリールのスタッド・ピエール＝モーロワで行なわれたライブでこの曲を披露した。ファブもこの曲を取り上げており、1997年のアルバム『Le fond et la forme』に、リフレインの一部からとった「5h du mat」という曲名で収録している。